# Weidenthal (Guteneck)
Weidenthal ist ein Ortsteil der Gemeinde Guteneck im Oberpfälzer Landkreis Schwandorf und Mitglied der Verwaltungsgemeinschaft Nabburg.

## Geographie
Weidenthal liegt in der Region Oberpfalz-Mitte 7,5 Kilometer östlich der Stadt Nabburg. Die Staatsstraße 2156 von Nabburg nach Teunz führt nördlich an dem Ort vorbei.

## Geschichte
Das Geschlecht der Weidenthaler ist seit 1147 urkundlich nachgewiesen. Engelmar von Weidenthal verkaufte um das Jahr 1200 eine Besitzung in Rottendorf an das Kloster Reichenbach. In der Zeit ab 1300 sind Guteneck und Weidenthal eine Einheit. Die Muracher sind ab dieser Zeit Hofmarksherrn. 1593 übernahm Hans Adam von Kreuth Guteneck und Weidenthal als Lehen. „Die Familie von Kreuth hatte 1694 die Reichsgrafenwürde erlangt und führte seit dem Erwerb der Hofmark Gleiritsch 1688 den Herrschaftstitel zu Guteneck, Widenthal und Gleiritsch“. Die Besitzergeschichte von Weidenthal und Guteneck ist vom 13. bis zum 19. Jahrhundert die gleiche.

## Steuerdistrikt
Im Landgericht Nabburg gab es im Jahre 1811 insgesamt 58 Steuerdistrikte. Einer davon war Weidenthal mit Trichenricht und der Waldung Fürstenschlag und dem Steinholz. 34 Häuser mit 123 Einwohnern sind angegeben.

## Gemeindebildung
Das Königreich Bayern wurde 1808 in 15 Kreise eingeteilt. Diese Kreise wurden nach französischem Vorbild nach Flüssen benannt (Naabkreis, Regenkreis, Unterdonaukreis usw.). Die Kreise gliederten sich in Landgerichtsbezirke. Die Bezirke wiederum sollten in einzelne Gemeindegebiete eingeteilt werden, die sich auch nach dem Pfarrsprengel richten sollten. Im Jahre 1811 waren folgende Orte der Obmannschaft Pamsendorf zugeordnet: Pamsendorf, Trefnitz, Weidenthal, Gleiritsch, Steinach, Hebenhof, Stöcklhof, Krohermühle, Sägmühle. Da die Ortschaften räumlich sehr weit auseinander lagen, entstanden neue Verwaltungseinheiten. Im Jahre 1828 gehörten zur Gemeinde Guteneck folgende Ortschaften: Guteneck, Weidenthal, Trichenricht, Oberkatzbach und Felsmühle.

## Bilder

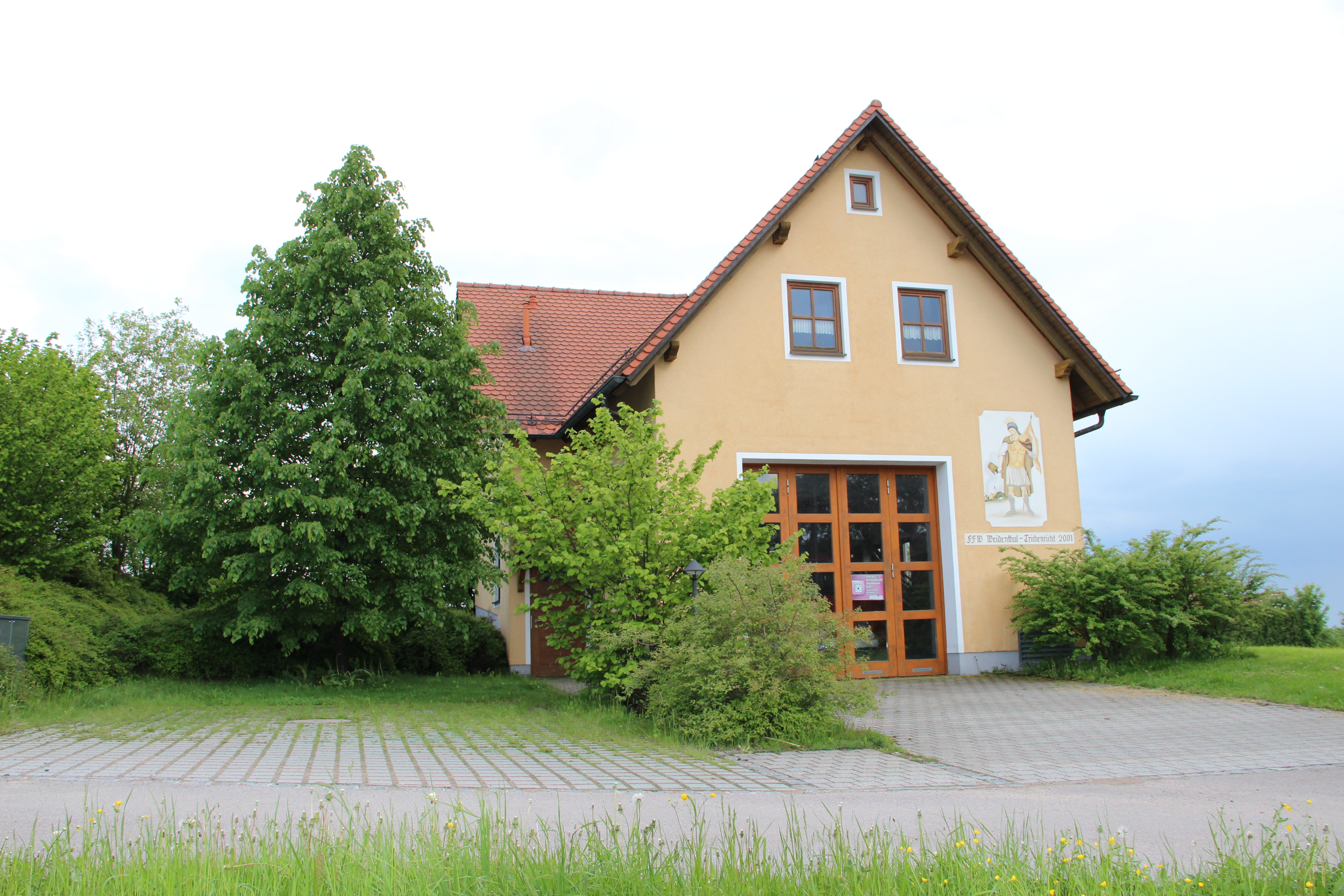
Feuerwehrhaus Weidenthal, Trichenricht
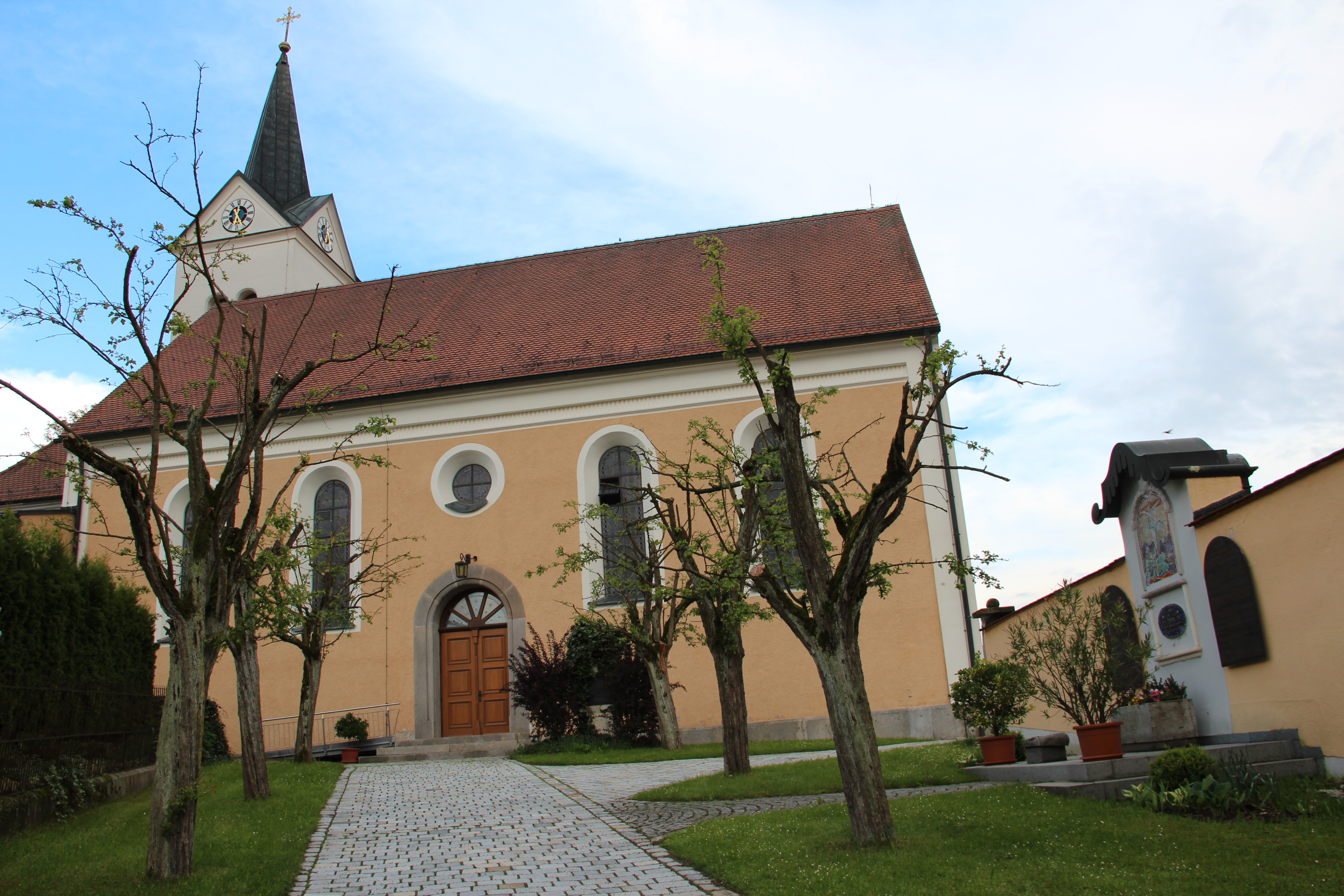
Kirche St. Michael
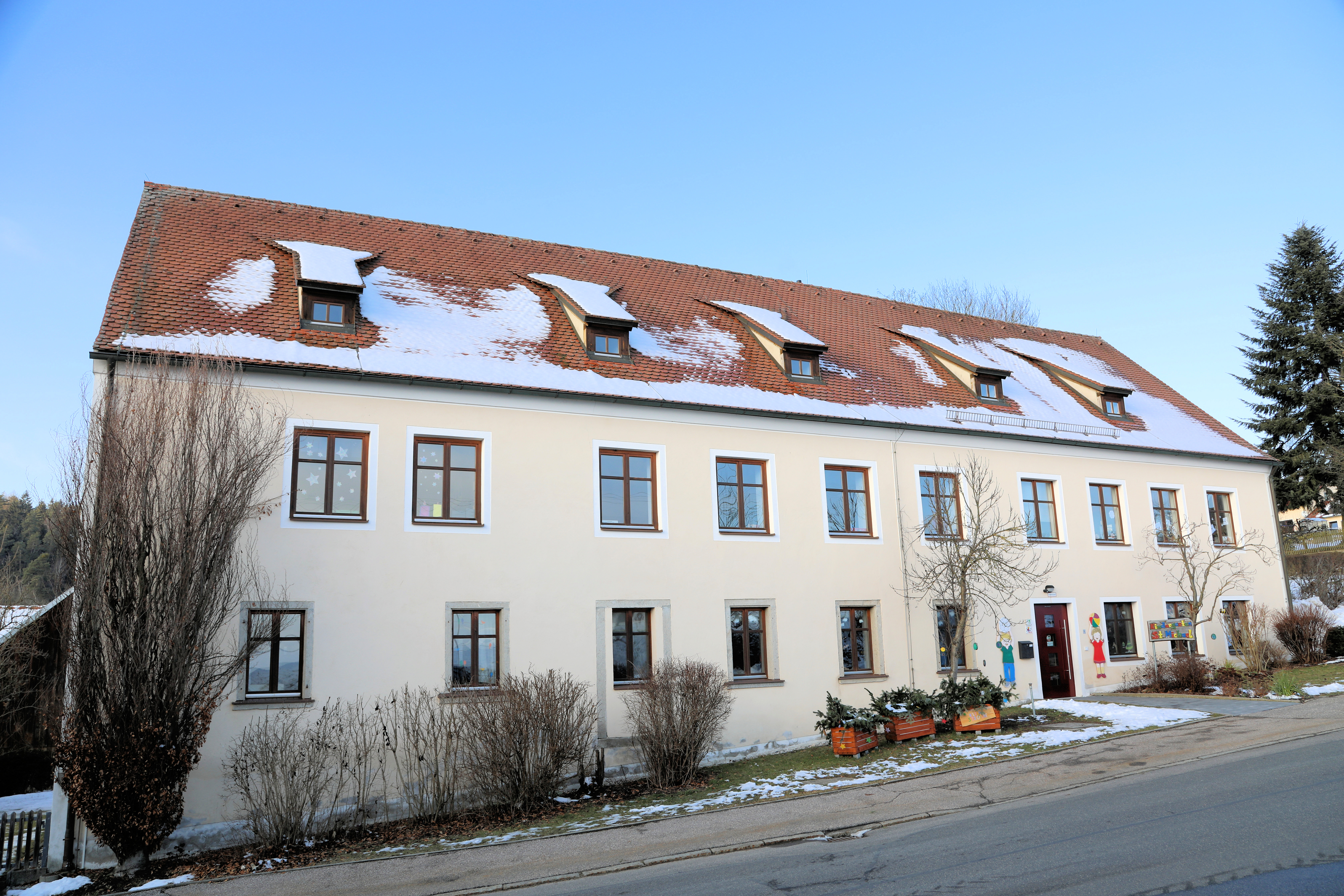
Kindergarten, Grundschule (2022)
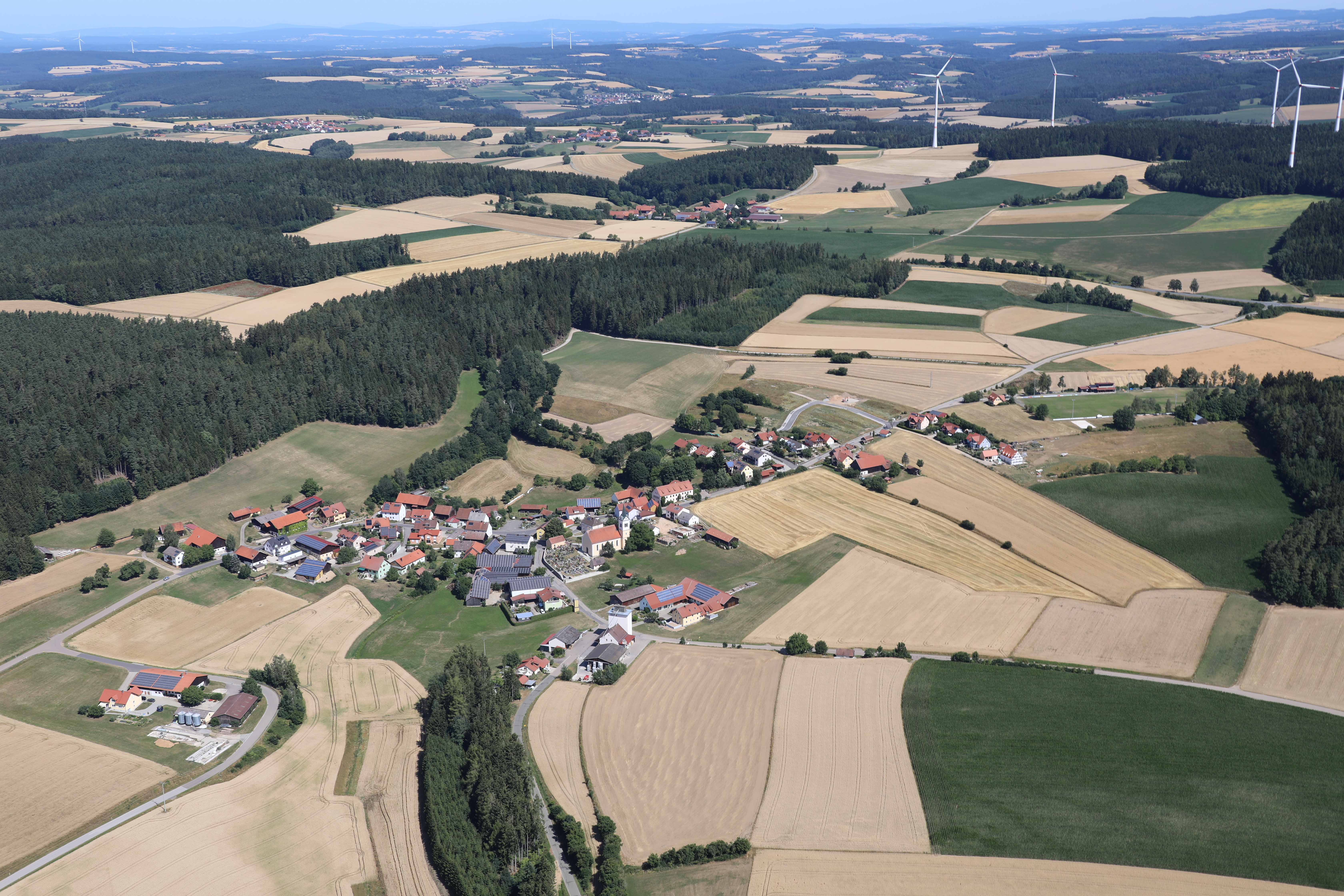
Weidenthal (2022)